# Giorgina Kazungu-Haß

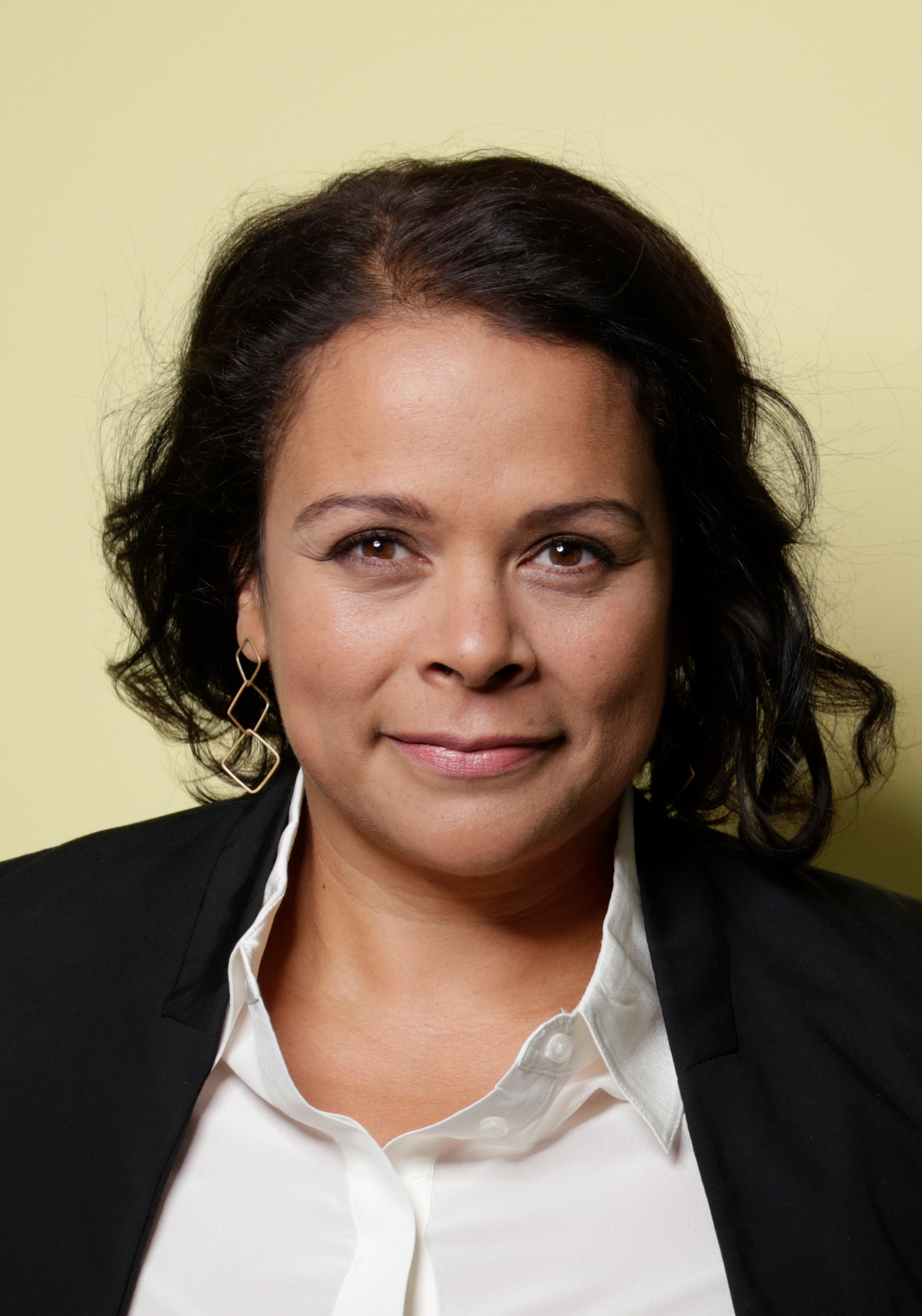
Giorgina Kazungu-Haß (2021)

Giorgina Kazungu-Haß (* 5. Januar 1978 in Koblenz) ist eine deutsche Politikerin (SPD). Sie war von 2016 bis 2022 Abgeordnete im Landtag Rheinland-Pfalz.

## Biografie
Giorgina Kazungu-Haß hat kenianische Wurzeln und arbeitete von ihrer Jugend an als Blues- und Jazzsängerin sowie als Schauspielerin und leitete mehrere größere Produktionen. Sie tritt  gelegentlich als Sängerin auf, z. B. beim 40. Lahnsteiner Bluesfestival. Nach dem Abitur absolvierte sie zunächst ein Volontariat als Journalistin im PR-Bereich und war in diesem Bereich aktiv. Später studierte sie Deutsch und evangelische Theologie für das Lehramt an Realschulen. Sie war an der Gründung mehrerer Integrierter Gesamtschulen (IGS) beteiligt und vom Jahr 2015 bis zu ihrem Einzug in den Landtag 2016 Konrektorin an der IGS Frankenthal. Nach ihrem Ausscheiden aus dem Landtag im Jahr 2022 kehrte sie in den Schuldienst zurück.

## Partei und Politik
Kazungu-Haß gehört der SPD seit 1996 an. Im selben Jahr war sie an der Neugründung des Juso-Unterbezirks Koblenz beteiligt. Sie war in den Jahren 2001 bis 2003 Landesvorsitzende der Jusos in Rheinland-Pfalz, nachdem sie bereits seit 1997 stellvertretende Landesvorsitzende war. Im Jahr 2015 wurde sie Vorstandsmitglied des SPD-Kreisverbandes Bad Dürkheim. Im SPD-Unterbezirk Neustadt/Bad Dürkheim ist sie stellvertretende Vorsitzende.
Bei der Landtagswahl in Rheinland-Pfalz 2016 trat sie als Direktkandidatin für die SPD im Wahlkreis Neustadt an der Weinstraße (Wahlkreis 42) an; sie wurde über die Landesliste der Partei in den Landtag gewählt. Im Landtag war Giorgina Kazungu-Haß ordentliches Mitglied des Ausschusses für Bildung, des Ausschusses für Wissenschaft, Weiterbildung und Kultur sowie der Enquete-Kommission Wirtschafts- und Standortfaktor Tourismus in Rheinland-Pfalz. Bei der Landtagswahl in Rheinland-Pfalz 2021 kandidierte sie im Wahlkreis Neustadt an der Weinstraße und wurde über die Landesliste wiedergewählt. Zum 31. August 2022 legte sie ihr Landtagsmandat nieder und kehrte in den Schuldienst zurück. Für sie rückte Claus Schick in den Landtag nach.